# ExCeL Exhibition Centre

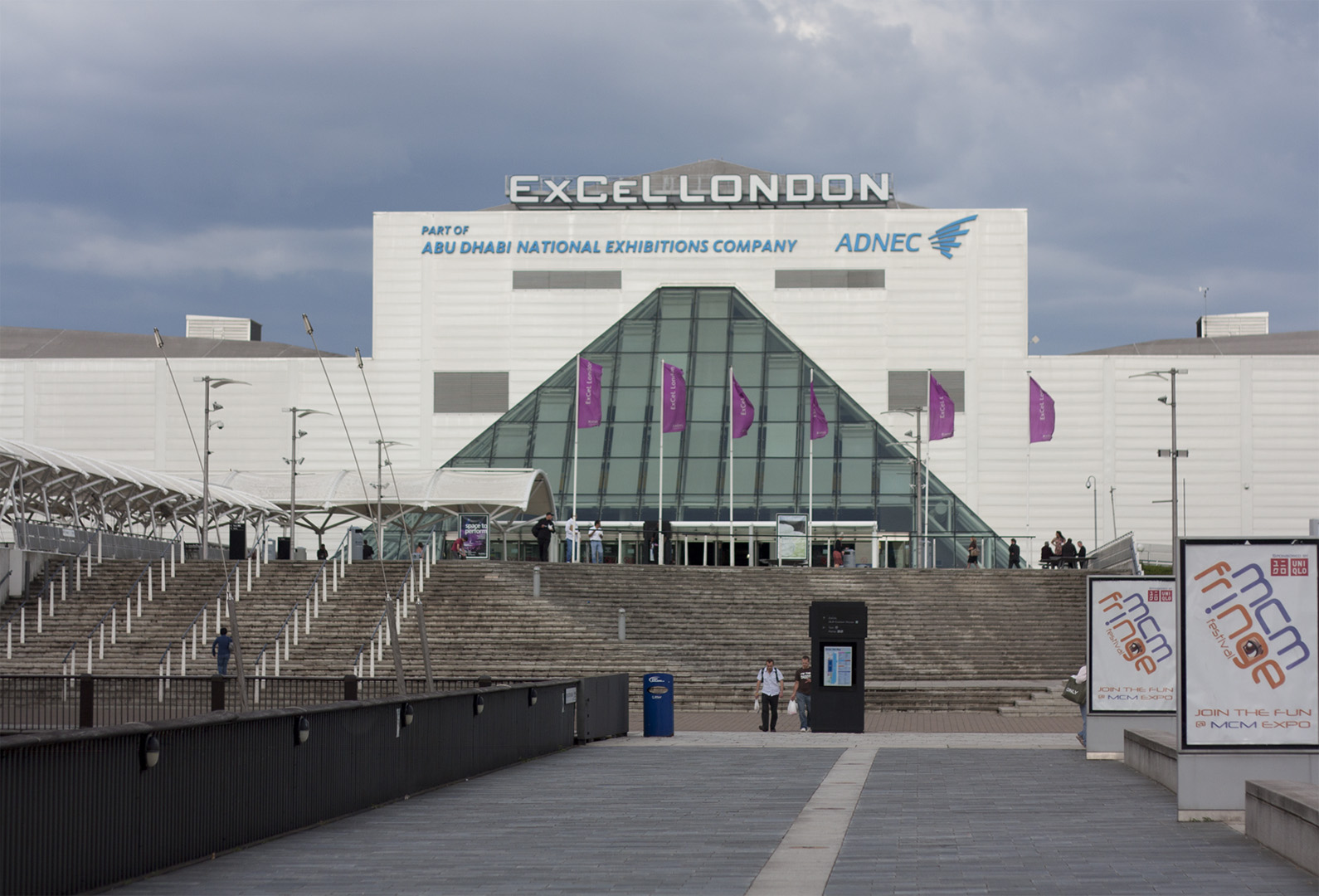
Entrata del ExCeL

L'ExCeL London (Exhibition Centre London, a volte chiamato anche ExCeL Exhibition Centre) è un centro conferenze e mostre britannico, situato nel quartiere londinese di Newham, Inghilterra. Si estende su una superficie di 0,40 km², sulla banchina nord del Royal Victoria Dock nei Docklands di Londra, tra Canary Wharf e il London City Airport.
L'ExCeL ha ospitato gli incontri di boxe, scherma, tennis tavolo, sollevamento pesi, judo, taekwondo, lotta greco-romana e lotta stile libero alle Olimpiadi di Londra 2012.

## Storia
Il centro è stato costruito dalla Sir Robert McAlpine e inaugurato nel novembre 2000. Nel maggio del 2008, è stato acquisito dalla società Abu Dhabi National Exhibitions Company. La seconda fase è stata completata in tempi piuttosto recenti, in data 1º maggio 2010. Questa espansione ha aumentato lo spazio per eventi all'intero dell'ExCeL e ha aggiunto ulteriore spazio per le riunioni e le conferenze, i banchetti e spazi per altri tipi di eventi.
Il Royal Victoria Dock chiuse al traffico commerciale nel 1981, ma è ancora accessibile per la navigazione. La posizione lungo il fiume del centro permette alle navi in visita all'ExCeL di ormeggiare a fianco del centro (ad esempio, il Salone Nautico di Londra del 2005 è stato visitato dalla HMS Sutherland).
L'edificio adibito alle mostre si compone di due sale rettangolari, senza colonne e suddivisibili di circa 44.6 metri quadrati (circa 480 piedi quadrati), ciascuna su entrambi i lati di un viale centrale contenente strutture di ristorazione e punti di informazione. Ci sono anche tre serie di sale, una con vista sul mare, un'altra sopra l'estremità occidentale del viale centrale, e la terza sul lato nord dell'edificio. Questi sono usati per piccole riunioni, seminari, presentazioni e ospitalità aziendale. Ci sono sei alberghi, più di 30 bar e ristoranti, oltre ai quasi 3.700 posti auto nel campus.
ExCeL London ha ospitato numerosi dei consumatori e del commercio, eventi pubblici e privati tra cui mostre, conferenze, concerti, matrimoni ed eventi religiosi sin dalla sua apertura nel 2000. Tra questi figurano: WorldSkills London 2011, London Boat Show, British International Motor Show, Grand Designs Live, Carole Nash Motorcycle Show MCN, L'Expo MCM, London International Music Show, Star Wars Celebration Europe, London Marathon registrazione, World Travel Market di Londra Wine & Spirits Fair, The Clothes Show London, The Show Dive, e Global Peace and Unity Event. Nel mese di aprile 2009, ExCeL ha ospitato il Summit mondiale del G-20 di Londra.
Nel 2011, ExCeL London si è aggiudicata il riconoscimento Superbrand Business 2011. È stato inoltre votato come "Impianto dell'anno" in varie altre occasioni. Nel 2012, in occasione delle Olimpiadi e delle Paralimpiadi, ha ospitato diversi eventi sportivi. In quell'occasione, è stato eretto un muro su cui sono state impresse le orme delle mani dei vincitori delle medaglie d'oro negli eventi disputati nell'impianto, nonché quella dell'allora sindaco di Londra Boris Johnson.
Il 18 giugno 2014 ha raggiunto il traguardo dei 20 milioni di visitatori. Nello stesso anno ha ospitato il "Vertice mondiale per la fine della violenza sessuale in guerra", presieduto dall'attrice americana nonché ambasciatrice delle Nazioni Unite Angelina Jolie e che ha visto incontrarsi 79 ministri e delegazioni da 123 diverse nazioni.

## Impegno sociale
ExCeL London partecipa al progetto delle Nazioni Unite "Global compact scheme", la più importante iniziativa a livello mondiale che invita aziende private a tenere conto di importanti valori universali, quali i diritti umani, il lavoro, l'ambiente e la lotta alla corruzione. La partecipazione di ExCeL al progetto è cominciata nel 2007 e ha portato all'applicazione di politiche tese a ridurre il consumo energetico, ad incentivare il riciclaggio di materiale ed incrementare la propria trasparenza attraverso delle linee di whistleblowing accessibili al pubblico, ai dipendenti, agli organizzatori e agli appaltatori.
I risultati conseguiti da ExCeL nell'ambito della partecipazione a questo progetto sono pubblicati sul proprio sito internet. Attualmente, ExCeL supporta la comunità locale di Newham finanziando specifiche associazioni benefiche, come la Newham All Star Sports Academy (NASSA) e la Community Food Enterprise (CFE). L'impianto, inoltre, mette gratuitamente a disposizione dei locali per scuole e squadre sportive locali ed annualmente ospita l'evento 'ExCeL in the Arts' destinato ai bambini delle scuole locali. Nel 2016, inoltre, lo chef londinese Levi Roots ha organizzato all'interno di ExCeL delle lezioni di cucina per i bambini del posto, grazie alla collaborazione con organizzazioni benefiche locali.

## Sport
In occasione dei Giochi Olimpici e Paralimpici di Londra del 2012, ExCeL è stato suddiviso in 5 diverse arene con una capienza tra i 4.000 e i 6.000 spettatori, ospitando competizioni di pugilato, scherma, taekwondo, lotta, sollevamento pesi, judo e tennis tavolo.
In precedenza, l'impianto era stato teatro di diversi incontri di pugilato. Si ricorda, in particolare, l'incontro del 22 aprile 2008 tra Amir Khan e Gary St. Clair valido per il titolo pesi leggeri WBO.
Annualmente, infine, viene tenuto il Virgin Active London Triathlon: le frazioni di corsa e di ciclismo sono tenute all'interno e nelle vicinanze dell'impianto, mentre la frazione a nuoto è tenuta nel vicino Royal Victoria Dock. Nel 2016 si è disputata la ventesima edizione di questo evento.
Nel 2019, venne ricavato un circuito all'interno del centro e usando le strade vicine. Il primo E-Prix si è tenuto nel 2021, valevole come prova del campionato 2020-21, divenendo la prima ad essersi svolta, anche se parzialmente, su un tracciato indoor.

## Rete di trasporti
ExCeL è servito da due stazioni della Docklands Light Railway, la metropolitana leggera di Londra. L'entrata ovest è direttamente collegata alla stazione "Custom House for ExCeL"; serve la zona Platinum e le sale eventi ed è posta di fianco alla piramide di vetro. Dal 2018 questa entrata sarà servita anche dalla Elizabeth Line, meglio conosciuta come Crossrail, permettendo il collegamento tra l'impianto ed il centro di Londra in soli 12 minuti e garantendo un collegamento diretto con l'aeroporto di Londra - Heathrow.
L'entrata est è collegata alla stazione "Prince Regent". Questa entrata serve l'International Convention Centre, (ICC), inaugurato nel 2010 dall'allora sindaco Boris Johnson e primo e unico centro di questo genere a Londra. Per gli eventi più importanti e con più spettatori sono sempre previsti dei collegamenti straordinari tra l'impianto e la stazione "Canning Town", dove è presente l'interscambio con la Jubilee Line della Metropolitana di Londra. Nelle vicinanze dell'impianto, inoltre, è situata anche la stazione "London City Airport". La metropolitana leggera e diverse strade a doppia carreggiata collegano l'impianto all'aeroporto e al vicino e importante distretto commerciale e finanziario di Canary Wharf. Dal giugno 2012 la cabinovia di Emirates Air Line collega l'ExCeL alla O2 Arena a Greenwich.

## Altri eventi
L'ExCeL ha ospitato i seguenti eventi:
- il G20 di Londra su stabilità, crescita e lavoro nell'aprile 2009;
- La London MCM Expo, (annuale, ogni maggio e ottobre);
- Dal 2001, la fiera biennale delle armi DSEi;
- Nel 2005, l'evento di Bollywood Zee Cine Awards;
- Nel 2006 e nell 2008, il Motor Show Britannico, attraendo più di 400.000 visitatori e organizzando un festival musicale in un'arena di 5.000 posti appositamente approntata per il Motor Show;